# Petrupoli
Petrupoli (gr. Πετρούπολη) – miasto w Grecji, w administracji zdecentralizowanej Attyka, w regionie Attyka, w jednostce regionalnej Ateny-Sektor Zachodni. Siedziba i jedyna miejscowość gminy Petrupoli. W 2011 roku liczyło 58 979 mieszkańców. Położone w granicach Wielkich Aten.